# Jelle Van Damme
Jelle Van Damme (Lokeren, 10 de outubro de 1983) é um ex-futebolista belga. Jogava como zagueiro, lateral esquerdo, ou meia-esquerdo. Van Damme jogou também pela seleção belga. Se aposentou em 12 de fevereiro de 2021.

## Carreira
Ele começou a sua carreira no Beveren antes de se mudar para o vizinho Lokeren onde jogou nas escolas do clube. Mais tarde assinou pelo Germinal Beerschot, um clube da Jupiler League associado ao Ajax. O clube holandês ofereceu um contrato para empréstimo. No verão de 2001 Van Damme ingressou no clube de Amesterdão mostrando-se na Taça KNVB (Taça da Holanda). Em 2002/03 jogou na Liga dos Campeões e começou a ser um jogador regular na equipa mas partiu um dedo do pé em Novembro de 2002. Na época seguinte ajudou o  Ajax a qualificar-se para a Liga dos Campeões mas teve poucas oportunidades para jogar no onze inicial, que o levou a assinar pelo Southampton da Premier League no verão de 2004. Na Inglaterra jogou apenas 6 jogos e viu o clubes descer de divisão.
Van Damme foi então emprestado ao Werder Bremen de Alemanha embora o Anderlecht tenho mostrado interesse na altura. Depois de apenas 8 partidas e 1 golo na Bundesliga em 2005/06, Van Damme mudou-se para o clube belga.

## Seleção Belga
Jelle Van Damme estreou na selecção belga em 19 de Março de 2003, num jogo contra a Croácia.